# Meridiano 4 E
O meridiano 4 E é um meridiano que, partindo do Polo Norte, atravessa o Oceano Ártico, Oceano Atlântico, Europa, África, Oceano Antártico, Antártida e chega ao Polo Sul. Forma um círculo máximo com o meridiano 176 W.
Começando no Polo Norte, o meridiano 4º Este tem os seguintes cruzamentos:
| País, território ou mar | Notas |
| ----------------------- | --- |
| Oceano Ártico           | |
| Oceano Atlântico        | |
| Mar do Norte            | |
| Países Baixos           | Ilhas de Goeree-Overflakkee e Schouwen-Duiveland; penínsulas de Tholen e Zuid-Beveland; e Flandres Zelandesa |
| Bélgica                 | |
| França                  | |
| Mar Mediterrâneo        | |
| Espanha                 | Ilha Minorca                                                                                                 |
| Mar Mediterrâneo        | |
| Argélia                 | |
| Níger                   | |
| Nigéria                 | |
| Oceano Atlântico        | |
| Oceano Antártico        | |
| Antártida               | Terra da Rainha Maud, reclamada pela Noruega                                                                 |